# Unetscha
Unetscha (russisch Унеча) ist eine Stadt in der Oblast Brjansk (Russland) mit 23.673 Einwohnern (Stand 2024).

## Geografie
Die Stadt liegt etwa 140 km südwestlich der Oblasthauptstadt Brjansk am Oberlauf des in die Iput im Flusssystem des Dnepr mündenden gleichnamigen Flüsschens Unetscha.
Unetscha ist Verwaltungszentrum des gleichnamigen Rajons.

## Geschichte
Ein kleines Dorf Unetscha am gleichnamigen Fluss entstand 1672.
1887 entstand im Zusammenhang mit dem Eisenbahnbau eine Station mit dazugehöriger Siedlung. Die Station entwickelte sich mit Bau und Eröffnung einer weiteren Eisenbahnstrecke um 1930 zu einem bedeutenden Knotenpunkt.
Am 16. August 1940 erhielt der Ort das Stadtrecht.
Im Zweiten Weltkrieg wurde Unetscha am 17. August 1941 von der deutschen Wehrmacht besetzt und am 23. September 1943 von Truppen der Brjansker Front der Roten Armee im Rahmen der Operation gegen Brjansk zurückerobert.
In der Stadt bestand das Kriegsgefangenenlager 327 für deutsche Kriegsgefangene des Zweiten Weltkriegs.
Bevölkerungsentwicklung
| Jahr | Einwohner |
| ---- | --------- |
| 1939 | 13.955    |
| 1959 | 16.485    |
| 1970 | 21.749    |
| 1979 | 26.444    |
| 1989 | 28.583    |
| 2002 | 29.039    |
| 2010 | 26.197    |

Anmerkung: Volkszählungsdaten

## Kultur und Sehenswürdigkeiten
Die Stadt besitzt ein Historisches und Heimatmuseum.

## Wirtschaft
In Unetscha gibt es das elektrotechnische Werk Tembr, Betriebe der Lebensmittel- und Bauwirtschaft sowie Eisenbahnwerkstätten.
Die Stadt liegt an der 1887 durchgängig eröffneten Eisenbahnstrecke Brjansk–Homel–Brest (Belarus), einer Strecke der damaligen Polessje-Eisenbahnen (Streckenkilometer 139), die hier von der 1931 durchgehend eröffneten Querverbindung zwischen den Strecken von Moskau in Richtung Belarus und Ukraine Orscha–Krytschau–Woroschba gekreuzt wird. Letztere ist heute auch wegen der vielmaligen Kreuzung der russisch-ukrainischen Grenze streckenweise außer Betrieb.
Die Fernstraße M13 Brjansk–belarussische Grenze und weiter über Homel Richtung Brest führt südlich an Unetscha vorbei.

## Söhne und Töchter der Stadt
- Kirill Posdnjakow (* 1989), russisch-aserbaidschanischer Radrennfahrer
- Alexander Puzko (* 1993), Fußballspieler[4]